# کلید الکترونیکی
در الکترونیک، یک کلید الکترونیکی یا سوئیچ الکترونیکی یک قطعه  یا وسیله‌ الکترونیکی است که می‌تواند یک مدار الکتریکی را تغییر وضعیت دهد،  جریان را قطع‌کند یا  آن از یک رسانا به رسانای دیگر منحرف‌کند. کلیدهای الکترونیکی به عنوان افزاره‌های باینری در نظر گرفته می‌شوند زیرا می‌توانند روشن یا کاملاً خاموش باشند. وقتی کلید الکترونیکی روشن است، در مدار بسته در نظر گرفته می‌شود. هنگامی که کلید به عنوان خاموش طبقه‌بندی می‌شود، کلید در مدار باز است.

## انواع کلید
انواع مختلفی از کلیدها برای کاربردهای مختلف در دستگاه‌های امروزی استفاده می‌شود. کلیدهایی که توسط یک شخصی کار می کند کلید دستی نامیده می‌شود، کلید دستی از انواع مختلفی مانند کلید تاگل، کلید فشاری، کلید سلکتور و کلید جوی‌استیک تشکیل شده‌است. شکل محبوب دیگر کلید، کلید حرکتی است که به آنها معمولاً کلیدهای حدی گفته می‌شود. از کلیدهای حدی برای محدودکردن حرکت ماشین استفاده می‌شود. از کلیدهای حدی معمولاً برای اقدامات ایمنی پیشگیرانه استفاده می‌شود تا دستگاه از نقطه مشخصی قطع شود. دوتا از رایج‌ترین کلیدهای حدی، کلیدهای محرک اهرمی و کلیدهای مجاورتی هستند.
در فرایندهای صنعتی، کلیدهای فرایندی برای نظارت بر مقادیر فیزیکی استفاده می‌شود. از کلیدهایی مانند سرعت، فشار، دما، سطح مایع، جریان مایع و سطح هسته‌ای برای نظارت بر اطلاعات حیاتی استفاده می‌شود تا فرایند در کنترل باقی بماند و هرگز از قوانین ایمنی فراتر نرود.
پرکاربردترین کلید الکترونیکی در مدارهای دیجیتال ترانزیستور اثر میدانی - اکسید فلز- نیم‌رسانا (ماسفت) است.